# جان براون گوردون
جان براون گوردون (به انگلیسی: John Brown Gordon) سناتور سابق عضو حزب دموکرات ایالات متحده آمریکا بود. وی در سال ۱۸۷۳ تا ۱۸۸۰ و ۱۸۹۱ تا ۱۸۹۷ میلادی سناتور ایالت جورجیا در سنای ایالات متحده آمریکا بود.